# Адамовский, Андрей Григорьевич
Андре́й Григо́рьевич Адамо́вский  (род. 1 марта 1962 года, Фрунзе, Киргизская ССР, СССР) — украинский коллекционер, предприниматель, меценат и общественный деятель. Почетный академик Национальной академии искусств Украины.
Адамовский владелец собрания произведений украинского и русского искусства второй половины XIX — начала XX века. Также собирает украинский авангард, владеет коллекцией одесских художников-авангардистов начала XX века. От также совладелец киевского центра современного искусства «М17» и сооснователь Украинского клуба коллекционеров современного искусства.
Адамовский — соруководитель крупнейших еврейских общественных организаций на Украине.
Сфера бизнес-интересов Адамовского — коммерческая недвижимость, ритейл, цифровые коммуникации.

## Биография
С 1969 по 1979 год посещал общеобразовательную школу во Фрунзе (ныне Бишкек).
С 1979 по 1984 год учился в Киргизском национальном университете по направлению «Прикладная математика».
В 1984—1989 гг. работал инженером, старшим преподавателем на факультете программирования Киргизского государственного университета.
С 1990 по 1995 год — генеральный директор компании «Акация».
1995—2011 год — генеральный директор компании «Reeferway LTD» (торговля стальными изделиями).
1995—2005 год — основатель и главный акционер украинской телекоммуникационной компании «FARLEP» с более чем 200 000 клиентами. В 2005 году компания была продана Систем Кэпитал Менеджмент.
2003—2006 год — акционер и член правления корпорации «Индустриальный союз Донбасса», акции которой продал в 2006 году.
2002—2009 год — основатель и главный акционер компании «VikOil» (сеть заправочных станций).
С 2005 года основной акционер и член Наблюдательного совета компаний «Инфомир» и «Локо диджитал».
С 2007 года занимается недвижимостью в Украине, в частности — развитием торговых центров.
В 2009 выступил сооснователем киевского центра современного искусства «М17»..

## Скандалы

### Растрата денег Минобороны Украины
Андрей Адамовский является инвестором фирмы «Трейд Коммодити», которую Национальное антикоррупционное бюро и Специализированная антикоррупционная прокуратура Украины в 2018 году подозревали в причастности к преступной схеме по поставкам топлива для Министерства обороны за завышенными ценами, чем государству был нанесен ущерб на сумму 149 млн гривен (ч.5 ст.191 Уголовного кодекса Украины — «Присвоение, растрата имущества или завладение им путем злоупотребления служебным положением»).

## Коллекционер
Адамовский владеет собранием произведений украинского и русского искусства второй половины XIX — начала XX века, в его коллекции находятся работы Ивана Айвазовского, Ильи Репина, Николая Рериха.
Он также собирает украинский авангард — работы одесских художников начала XX века и современных украинцев — Ильи Чичкана, Игоря Гусева, Александра Ройтбурда. В 2011 на торгах Sotheby’s приобрел за два миллиона долларов США солидную коллекцию одесских художников-авангардистов начала XX столетия.
Адамовский совладелец киевского центра современного искусства «М17» и сооснователь Украинского клуба коллекционеров современного искусства.

## Общественный деятель
С ноября 2014 года Адамовский сопрезидент Ассоциации еврейских организаций и общин (Ваад) Украины.
Он вице-президент Всемирного еврейского конгресса, член Совета управляющих Hillel FSU, крупнейшей еврейской студенческой организации в мире, и член Наблюдательного совета Еврейской конфедерации Украины.
C 2015 года в качестве сопрезидента «Ваад» участвует в реконструкции ритуального Дома прощания «Бейт-Кадишин» на еврейском кладбище в Черновцах, построенного в 1905 году. При помощи правительства Германии, Всемирного объединения буковинских евреев, Всемирного еврейского конгресса и меценатов проводится реставрация этого памятника архитектуры, которую планируют завершить до 2024 года. Проект реконструкции также предполагает постройку рядом со зданием дома прощания трёхуровневого павильона с мемориальным музеем, разделённым на тематические блоки с экспозициями, которые будут отображать австро-венгерский период (с середины XIX века до 1918 года), период румынского правления (1918—1940 гг.), период советской аннексии Северной Буковины (1940—1941 гг.), трагедию Холокоста, послевоенное время и советский период, вплоть до современной Украины.

## Предприниматель
Адамовский акционер телекоммуникационной компании FARLEP (1995—2005), акционер и член правления «Индустриального Союза Донбасса» (2003—2006), был совладельцем 120 заправочных станций «Укртатнафта» через компанию «VikOil», работал на рынке коммерческой недвижимости, был владельцем торгового центра Sky Mall.
По состоянию на июль 2020 Адамовский:
- владелец Торгово-развлекательного центра «Art Mall». Это многофункциональный комплекс из около 200 магазинов, парков развития и отдыха для детей.[18]
- один из основателей группы компаний «Infomir», основная специализация которой разработка, проектирование, производство и сопровождение оборудования и клиентских устройств для услуг IPTV, OTT и VoD. В состав предприятия входят: два специализированных конструкторских бюро; лаборатория широкополосных сетей; служба технической и сервисной поддержки; консультационный центр по внедрению и предоставления мультимедийных услуг VоD/IPTV. Официальные представительства и логистические центры компании находятся в Германии, Эстонии, США и ОАЭ. Компания располагает собственными производственными мощностями для инжиниринга и опытного производства. «Infomir» экспортирует свою продукцию в 150 стран мира и является одной из крупнейших ІТ-компаний в Украине. Офис и производственные мощности находятся в Одессе.[19]
- владелец завода промышленной и бытовой электроники «TeleТec».

## Оценка состояния
В неофициальном рейтинге самых богатых людей Украины, который составляет журнал «Новое время», по итогам 2018 Андрей Адамовский оказался на 63-м месте. Журналисты оценивают его состояние в $ 93 млн
.